# Panko
El panko (パン粉) és una mena de farina de galeta que s'utilitza a la cuina japonesa, per exemple al tonkatsu.
El panko es fabrica a partir de pa ratllat elaborat mitjançant escalfament òhmic. Aquest mode d'elaboració de pa es va desenvolupar al Japó durant la Segona Guerra Mundial i permet fer pa sense crosta molt adequat per a ratllar-lo posteriorment. La carn, el peix i altres aliments es poden arrebossar amb panko. Després del fregit, el panko dona a l'arrebossat una textura cruixent i una mica airejada.
Els aliments arrebossats amb panko tenen una presentació amb un color daurat i resulten extremadament cruixents. A més, l'aliment així cuinat roman molt més temps cruixent. El panko es produeix a tot el món, particularment a països asiàtics com Japó, Corea, Tailàndia, Taiwan i Vietnam.